# 청년경찰
《청년경찰》은 2017년 8월 9일에 개봉한 대한민국의 영화이다. 김주환 감독이 연출했고, 박서준, 강하늘, 성동일, 박하선, 고준 등이 출연했다.

## 줄거리
경찰대생 박기준과 강희열은 경찰대학교에 입학한다. 생활을 하던중 둘은 친해지고 외출을 해 클럽을 간다. 여성을 찾지 못하고 큰 실망감에 빠져 술을 마시다 한 여성을 발견한다. 여성에게 말을 걸기 위해 다가가려다 여성이 납치되는 것을 목격한다. 학교에서 공부를 하며 여성이 납치된 곳을 찾아가는데.....많은 여자들이

## 캐스팅

### 주요 인물
- 박서준: 박기준 역 - 본작의 주인공. 미혼모인 홀어머니를 위해 경찰대에 지원한 경찰대생.
- 강하늘: 강희열 역 - 본작의 서브 주인공. 이론만 줄줄 외고 이과생들처럼 은근히 과학에대한 상식이 빠삭한 경찰대생.

### 조연
- 성동일: 양성일 역 - 경찰대의 교수.
- 박하선: 이주희 역
- 고준: 영춘 역 - 본작의 메인 빌런이자 최종 보스. 조선족 조직폭력배 두목.
- 이호정: 이윤정 역 - 이야기의 전환점인 19세의 가출 여학생.
- 배유람: 배재호 역
- 조준: 군호 역 - 본작의 서브 빌런이자 중간 보스. 조선족 조직폭력배 부두목.
- 이승희: 건영 역 - 본작의 엑스트라 보스. 가출여고생 브로커, 윤정이가 소속된 가출팸의 리더.

### 그 외
- 하현수: 경찰대 동기생 승민 역
- 정예지: 경찰대 동기생 예진 역
- 김민송: 조선족 청강 역
- 우상기: 조선족 동호 역
- 이재웅: 조선족 재웅 역
- 김정섭: 조선족 정섭 역
- 이주원: 지구대 박 경사 역
- 강현중: 강 경장 역
- 한동희: 한 순경 역
- 이도현: 택시기사 역
- 이정수: 귀파방 실장 역
- 배효진: 귀파방 미지 역
- 홍준표: 강남경찰서 원 경사 역
- 최예찬: 강남경찰서 최 경위 역
- 임현철: 강남경찰서 보초의경 역
- 안성봉: 클럽 기도 역
- 이다인: 클럽녀 다인 역
- 이수인: 클럽녀 수인 역
- 반소영: 클럽녀 소영 역
- 이세희: 클럽녀 세희 역
- 지찬: 편의점 손님 역
- 권오수: 관제센터 요원 1 역
- 서지원: 관제센터 요원 2 역
- 김기범: 경찰대 훈련단 역
- 박재홍: 경찰대 훈련단 역
- 배인호: 경찰대 훈련단 역
- 최두원: 경찰대 훈련단 역
- 최원영: 경찰대 훈련단 역
- 한승윤: 경찰대 훈련단 역
- 류경수: 경찰대 의경 역
- 송승용: 경찰대 장비관리자 역
- 김은경: 떡볶이집 사장 역
- 배한용: 떡볶이집 사장 역
- 고덕순: 떡볶이집 사장 역
- 최청자: 떡볶이집 사장 역
- 정의순: 떡볶이집 사장 역
- 육영수: 징계위원회 육 교수 역
- 신안진: 징계위원회 신 교수 역
- 유호한: 징계위원회 유 교수 역
- 최요한: 징계위원회 추 교수 역
- 김사란: 산부인과 간호사 역
- 조현임: 산부인과 청소부 역
- 김영아: 불임여성 역
- 김동인: 불임여성 남편 역
- 금강산: 허강양꼬치 종업원 역
- 오유진: 가출여고생 은미 역
- 정다은: 가출여고생 효진 역
- 한지원: 납치여고생 지원 역
- 이은샘: 납치여고생 은샘 역
- 이지은: 납치소녀 역
- 고주연: 납치소녀 역
- 윤다희: 납치소녀 역
- 이채원: 납치소녀 역
- 김유원: 납치소녀 역
- 한희규: 납치소녀 역
- 마성민: 영춘 일당 역
- 김규백: 영춘 일당 역
- 박시혁: 영춘 일당 역
- 임종서: 영춘 일당 역
- 장원진: 영춘 일당 역
- 조홍우: 영춘 일당 역
- 홍성오: 영춘 일당 역
- 김나인: 영춘 일당 역
- 이기창: 영춘 일당 역
- 정칠용: 영춘 일당 역
- 추국현: 영춘 일당 역
- 영재민: 영춘 일당 역
- 한도진: 영춘 일당 역
- 원태산: 조선족 조폭 역
- 연제혁: 조선족 조폭 역
- 박재규: 조선족 조폭 역
- 김지태: 경찰대 이발병 역
- 신동진: 경찰대 이발병 역
- 전금한: 경찰대 재단사 역
- 서병덕: 징계위원회 교수 역
- 서정규: 징계위원회 교수 역
- 이경오: 징계위원회 교수 역
- 오상준: 승민 부 역
- 김수정: 승민 모 역
- 이광섭: 재호 부 역
- 유재희: 재호 모 역
- 박세정: 예진 부 역
- 천화성: 예진 모 역
- 권유나: 예진 언니 역
- 김기탁: 한성그룹 손자 역
- 박상현: 재호 핸드폰 사진녀 역
- 조성구: 경찰대 동기생 역
- 이수진: 경찰대 동기생 역

### 우정출연
- 찬성: 황찬성 역
- 안수민: 안수민 역
- 변우석: 클럽 연예인 역
- 여욱환: 클럽녀 남친 역

### 특별출연
- 정원중: 황승호 역
- 남문철: 산부인과 원장 역 - 본작의 만악의 근원이자 최종 흑막. H산부인과 원장.
- 이준혁: 하동혁 역
- 김강현: 강남경찰서 김 팀장 역
- 최홍일: 희열 부 역
- 서정연: 기준 모 역

## 기타
재한동포총연합회 등 30여개의 중국동포(조선족) 단체는 '한국영화 바로 세우기 범국민대책위원회’를 구성하여 한국영화가 중국동포를 악의적으로 묘사해 부정적인 이미지를 고착시킨다고 항의했다. 항의의 기폭제가 된 영화 청년경찰은 서울 대림동이 주요 배경으로서 실제로 중국동포가 가장 많이 거주하는 곳이다. 주인공 두 청년은 인신매매 조직을 뒤쫓다 대림동으로 들어서고, 그 곳에서 범죄를 일삼는 범죄자들과 만나는데 범죄자들은 모두 ‘조선족’으로 묘사되었다.